# Parkiet (dziennik)
Parkiet Gazeta Giełdy – ogólnopolski dziennik poświęcony gospodarce, giełdzie papierów wartościowych i rynkowi kapitałowemu. W codziennych wydaniach prezentowane są analizy specjalistów giełdowych, notowania i prognozy. Gazeta ma też swój portal internetowy prezentujący m.in. na bieżąco informacje o notowaniach na warszawskiej giełdzie oraz Forum Parkietu będące największym polskim forum internetowym poświęconym inwestycjom w akcje na WGPW.
Gazeta organizuje Mistrzostwa Polski Inwestorów Giełdowych „Parkiet Challenge”. Co roku rozdaje też swoje nagrody „Byki i Niedźwiedzie”, które przyznaje wyróżniającym się spółkom giełdowym, osobom związanym z giełdą oraz instytucjom rynku kapitałowego. Kilka razy w roku wydaje almanachy spółek notowanych na Giełdzie Papierów Wartościowych w Warszawie.

## Redakcja
- Andrzej Stec – redaktor naczelny
- Zdzisław Grzędziński – z-ca redaktora naczelnego
- Dariusz Wieczorek – z-ca redaktora naczelnego, kierownik działu firmy
- Wojciech Zieliński – sekretarz redakcji
- Tomasz Goss-Strzelecki – kierownik działu finanse
- Tomasz Furman
- Hubert Kozieł
- Katarzyna Kucharczyk
- Jan Morbiato
- Barbara Oksińska
- Adam Roguski
- Grzegorz Siemionczyk
- Przemysław Tychmanowicz
- Piotr Sobolewski
- Dariusz Wolak
- Piotr Zając
- Urszula Zielińska
- Michał Błasiński

## Byli redaktorzy naczelni
- Kazimierz Krupa 1994–1998
- Wojciech Zieliński (pełniący obowiązki) 1998–2000
- Łukasz Kwiecień 2000–2002
- Lidia Zakrzewska 2002–2006
- Krzysztof Jedlak 2006–2012

## Średnia sprzedaż
| Rok  | Liczba egz.              |
| ---- | ------------------------ |
| 2005 | 10 530                   |
| 2010 | 8082                     |
| 2015 | 5393                     |
| 2020 | 3744                     |
| 2023 | 3359 (w tym 2079 e-wyd.) |

## Konkurs „Byki i Niedźwiedzie” oraz „Złote Portfele[6]”
„Byki i Niedźwiedzie” oraz „Złote Portfele” to prestiżowe nagrody przyznawane corocznie przez redakcję dziennika „Parkiet”. Konkurs ma na celu wyróżnienie najlepszych spółek, menedżerów, instytucji oraz funduszy działających na polskim rynku kapitałowym. Kategorie obejmują zarówno osiągnięcia w zarządzaniu, jak i sukcesy inwestycyjne, które przyniosły korzyści inwestorom.

### Główne kategorie nagród:
- Byki i Niedźwiedzie:
  - Osobowość rynku kapitałowego
  - Prezes roku
  - Analityk roku
  - Ekonomista roku
  - Spółki roku z indeksów WIG20, mWIG40, sWIG80 i rynku NewConnect
  - Dom maklerski roku
  - Towarzystwo funduszy inwestycyjnych (TFI) roku
  - Debiut roku
- Złote Portfele:
  - Fundusze inwestycyjne w różnych kategoriach (np. akcji, papierów dłużnych, mieszanych, PPK).

### Laureaci konkursu za rok 2023:
Byki i Niedźwiedzie:
- Osobowość rynku kapitałowego: Andrzej Domański (Minister Finansów)
- Prezes roku: Dariusz Mańko (Grupa Kęty S.A.)
- Analityk roku: Kamil Cisowski (DI Xelion sp. z o.o.)
- Ekonomista roku: Piotr Bujak (PKO Bank Polski S.A.)
- Spółka roku z indeksu WIG20: Santander Bank Polska S.A.
- Spółka roku z indeksu mWIG40: Budimex S.A.
- Spółka roku z indeksu sWIG80: Rainbow Tours S.A.
- Spółka roku z rynku NewConnect: Grupa Recykl S.A.
- Dom maklerski roku: XTB S.A.
- TFI roku: TFI Allianz Polska S.A.
- Debiut roku: Dadelo S.A.

Złote Portfele:
- Fundusz rynku surowców: Generali Złota (Generali Investments TFI S.A.)
- Fundusz zagranicznych papierów dłużnych: Allianz Globalny Obligacji (TFI Allianz Polska S.A.)
- Fundusz polskich papierów dłużnych: Rockbridge Obligacji Krótkoterminowych (Rockbridge TFI S.A.)
- Fundusz mieszany: Allianz Aktywnej Alokacji (TFI Allianz Polska S.A.)
- Fundusz akcji zagranicznych: inPZU Akcje Sektora Informatycznego (TFI PZU S.A.)
- Fundusz akcji polskich: Generali Akcje Małych i Średnich Spółek (Generali Investments TFI S.A.)
- Fundusz PPK: Pekao PPK SFIO (Pekao TFI S.A.)
- Otwarty fundusz emerytalny: PKO BP Bankowy OFE (PKO BP Bankowy PTE S.A.)

### Znaczenie nagród
Nagrody „Byki i Niedźwiedzie” oraz „Złote Portfele” stanowią jedne z najważniejszych wyróżnień na polskim rynku finansowym. Wyróżnione podmioty i osoby uznaje się za liderów w swoich kategoriach, co potwierdza ich profesjonalizm i znaczenie dla rozwoju gospodarki oraz rynku kapitałowego.